# Vormsi

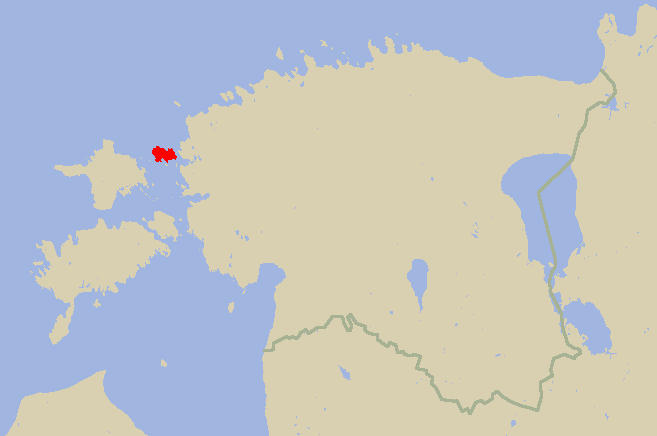
Insula Vormsi

Vormsi este o insulă locuită în Marea Baltică aparținând Estoniei.

## Toponimie
Numele de Vormsi este o adaptare estonă a denumirii germane (Worms) sau suedeze (Ormsö) a insulei - Insula Șerpilor.
Influența suedeză se răsfrânge și asupra numelor de localități: Hullo, Sviby, Söderby, Norrby, Diby, Rälby, Borrby, Kärrslätt, Saxby, Busby, Suuremõisa (Magnushof) și Rumpo sunt dovezi edificatoare în ceea ce privește antecedența suedeză.

## Geografie
Insula Vormsi este localizată în partea de est a Estoniei, mai precis între continent și Insula Hiiumaa. Suprafața insulei este de 92 km2, ceea ce o clasează pe locul 4 între cele mai întinse insule ale micului stat baltic.

## Istoric
Istoria insulei începe odată cu secolul al XIII-lea, când documentele arată că era locuită de suedezi estoni, populația ajungând la aproape 3000 de locuitori, în preajma celului de-al Doilea Război Mondial. În timpul celui de-al Doilea Război Mondial, o mare parte a populației a fost evacuată sau a emigrat în Suedia.

## Organizare administrativă
Insula Vormsi este o comună de sine stătătoare în Regiunea Lääne, al cărei centru administrativ este satul Hullo. Principalul port al insulei este satul Sviby.